# Abadía de Chiaravalle
La abadía de Chiaravalle, también conocida como Sanctae Mariae Claraevallis Mediolanensis o Santa María de Roveniano, es un complejo monástico cisterciense situado en el Parque Agricolo Sud en el municipio de Milán, entre los barrios de Vigentino y Rogoredo. Fue construida hacia 1135 por Bernardo de Claraval como filiación de la abadía de Citeaux. A su alrededor se desarrolló un burgo agrícola, que fue anexionado al municipio de Milán en 1923.
La iglesia es un uno de los primeros ejemplos de arquitectura gótica en Italia, y gracias a las donaciones de terrenos y a las obras hidráulicas de los monjes que habitaban en ella, fue fundamental para el desarrollo económico de esa zona en los siglos sucesivos a su fundación.

## Desde la fundación hasta elsigloXVII

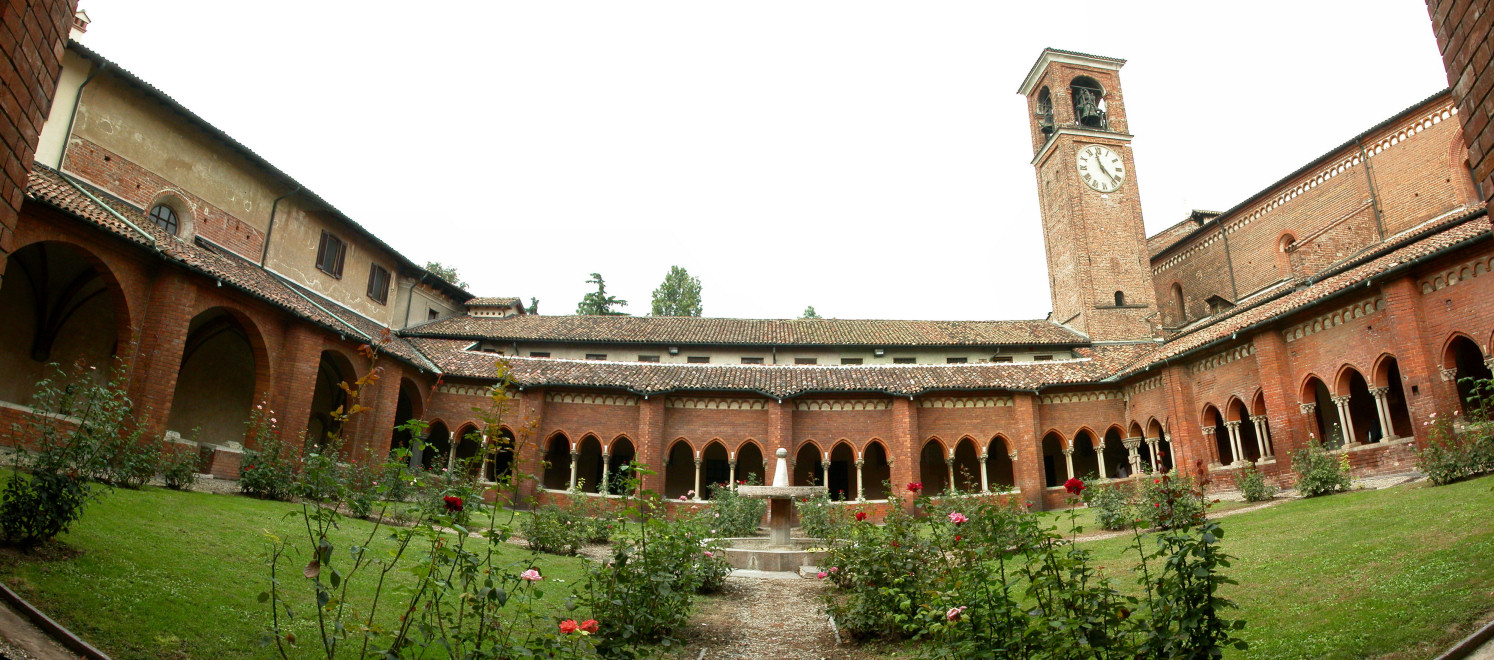
Claustro del monasterio.

El 10 de octubre de 1134, llegaron a Lombardía los primeros cistercienses provenientes de la localidad de Moiremont, Francia, estos se establecieron cerca de Pieve di Abbiategrasso. Otro grupo de cistercienses, que provenían de Cîteaux, llegó a inicios de 1135 a Milán, como huéspedes de los benedictinos de San Ambrosio, con la finalidad de apoyar al papa Inocencio II en su disputa con el antipapa Anacleto II, controversia que contraponía al resto de Lombardía contra la ciudad de Milán.
Bernardo de Claraval, tras llegar a la ciudad de Milán, convenció a los milaneses para que sostuvieran al papa Inocencio II, poniendo fin a la larga guerra que había contrapuesto a la ciudad con el resto de Lombardía. Las autoridades milanesas, por reconocimiento a Bernardo se comprometieron a construir un gran monasterio; la edificación fue dirigida por el mismo Bernardo, quien colocó el complejo a cinco kilómetros de la Porta Romana, en una zona pantanosa, luego saneada por los monjes, al sur de la ciudad llamada Roveniano o Rovegnano. Dejó allí a un grupo de monjes con la finalidad de recaudar dinero para la construcción de la iglesia.
Las primeras edificaciones realizadas por los monjes fueron provisorias, y solo entre el 1150 y el 1160 se inició la construcción de la iglesia actual, que luego se prolongó cerca de setenta años, hasta 1222. Del templo originario no quedó rastro.
El 2 de mayo de 1221, el obispo de Milán, Enrique I de Settala dedicó la Iglesia a la Virgen María. De hecho, en la esquina noroeste del claustro se encuentra un epígrafe en caracteres semigóticos, que es la piedra colocada para aquella ocasión y que reza:

En el año de gracia de 1135, fue construido este monasterio por el beato Bernardo, abad de Claraval. En 1221 fue consagrada esta iglesia por el señor Enrique, arzobispo de Milán, el 2 de mayo, en honor de Santa María de Chiaravalle.

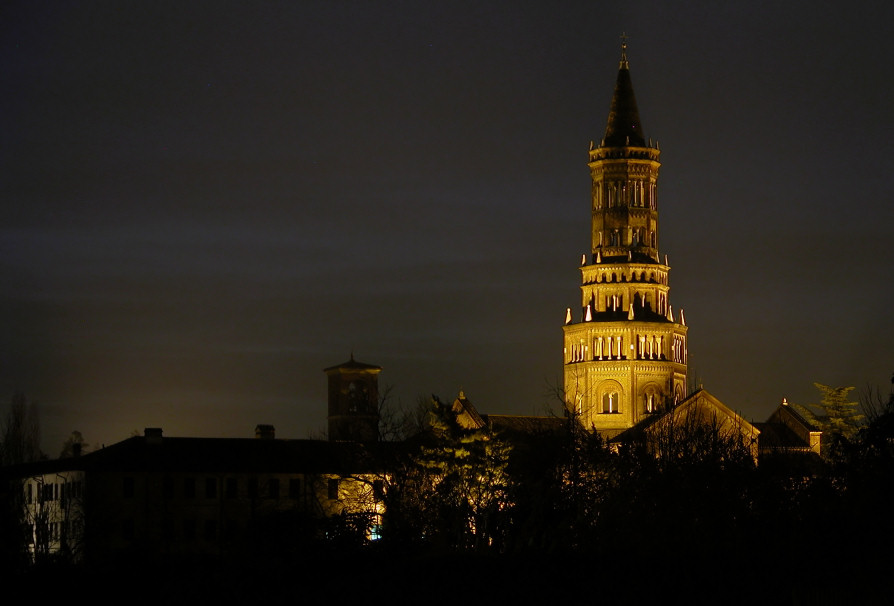
Vista nocturna de la abadía desde la ferrovía que se encuentra hacia atrás de la iglesia.

Durante el siglo XIII los trabajos continuaron con el primer claustro, situado al sur de la iglesia. A continuación, durante el siglo XIV, se realizó el tiburio y el comedor. En 1412 se construyó, por indicación del abad, una pequeña capilla, colocada en correspondencia con el transepto meridional, renovada en el siglo XVII y actualmente usada como sacristía.
En 1442, la abadía pasó a ser comendataria, confiándola a Gerardo Landriani y luego, en 1465 a Ascanio Sforza, hermano de Ludovico el Moro. En 1490, Bramante y Giovanni Antonio Amade fueron encargados por el cardenal Sforza de iniciar a construir el Claustro Grande y la sala del capítulo: en el período renacentista muchos pintores y artistas trabajaron en la abadía; de este período son las obras de Bernardo Luini. Más tarde, desde 1613 hasta 1616, Giovanni Mauro della Rovere
y su hermano Giovanni Battista tuvieron el encargo de decorar las paredes internas de la iglesia, que fueron literalmente cubiertas de frescos visibles todavía hoy.

### Desde elsigloXVIII

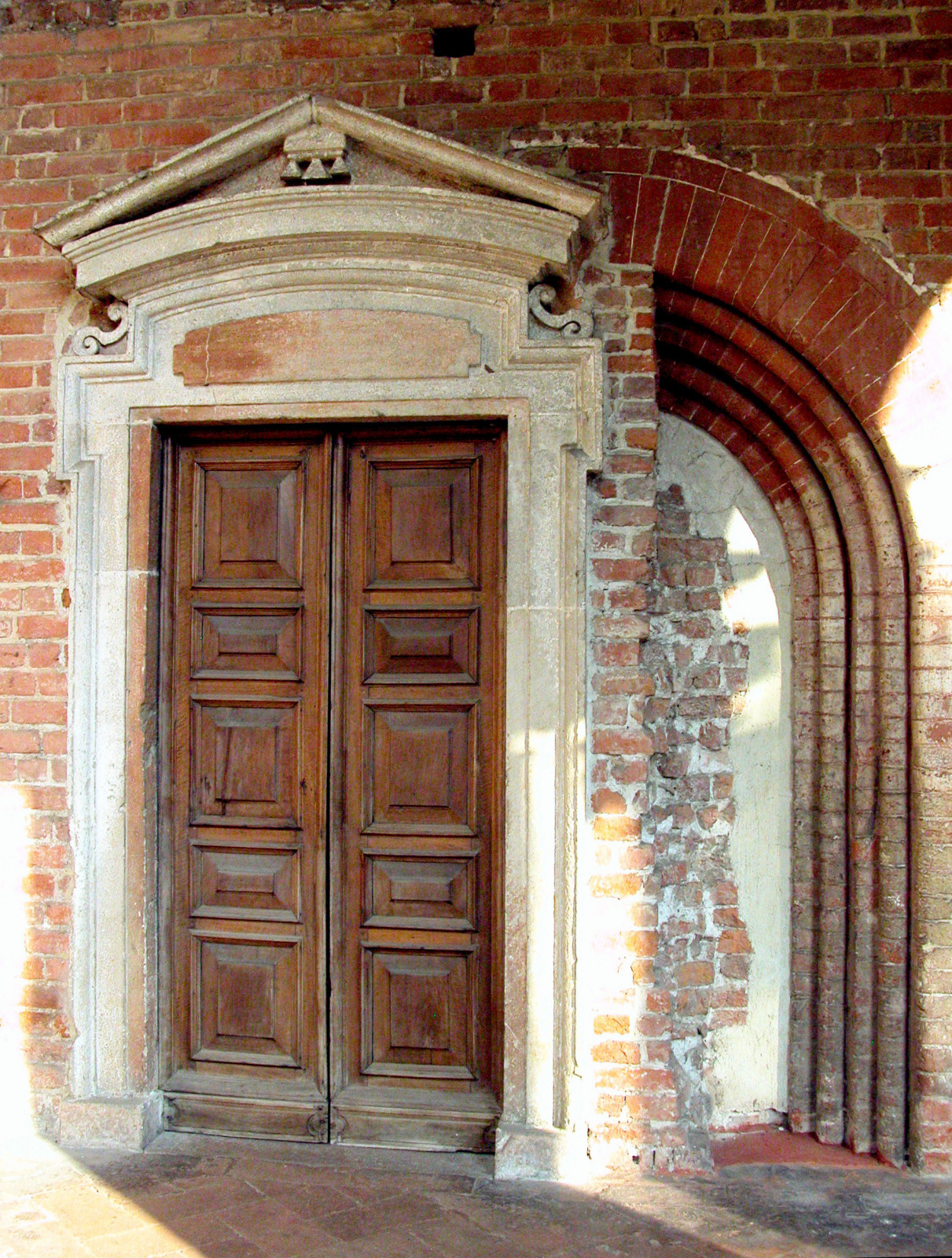
Portón izquierdo de la fachada; se notan las señales de las renovaciones y restauraciones que se le han realizado.

La historia de la abadía prosiguió tranquila en este período hasta la expulsión de los monjes por parte de la República Cisalpina en 1798, convirtiéndose en parroquia del pueblo cercano. Los bienes de la abadía fueron vendidos, y se iniciaron trabajos de demolición del monasterio: solo quedó intacta la iglesia, una parte del claustro pequeño, el comedor y los edificios de la entrada.
En 1861, para dar espacio a la línea ferroviaria Milán-Pavía-Génova, el claustro grande de Bramante, aun cuando solo se había concluido el lado adyacente a la abadía, fue destruido.
Para 1893, el Ufficio per la Conservazione dei Monumenti compró la abadía a los privados que la habitaban e inició la restauración del complejo, primero confiando los trabajos a Luca Beltrami, luego en 1905 a Gaetano Moretti, a quien se debe la restauración de la torre del campanario, en 1926 se repristinó la fachada original eliminando elementos barrocos posteriores y desde 1945 hasta 1954 se realizaron todavía trabajos reponiendo el Coro Ligneo en la nave central. Este coro había sido trasladado a la Cartuja de Pavía por precaución. Entre 1970 y 1972 se restauraron los frescos del tiburio, y desde 2004 comenzaron los trabajos de los frescos de la torre del campanario y de los edificios de la entrada.
En 1952, gracias a la intervención del cardenal Alfredo Ildefonso Schuster, los cistercienses volvieron a la abadía, retomando la posesión del monasterio con la condición que de concluyeran las restauraciones en 9 años y obteniendo después de ese período el uso de la abadía y de las tierras adyacentes a esta por 29 años renovables.

### Guglielma, la Bohemia
Cerca de la abadía vivió en una habitación perteneciente al monasterio, Guglielma la Bohemia, que en el momento de morir pidió recibir el hábito monástico y que fue sepultada inicialmente dentro del claustro.
Tras su muerte, acaecida por cuanto se sabe el 24 de agosto de 1281 los monjes y las religiosas de Santa Catalina la propusieron para la consagración. La capilla que hospedó sus restos se convirtió en lugar de culto, frecuentado por seguidores y devotos. Los monjes le dedicaron incluso un altar.
En 1300, la Inquisición interrumpió el culto y mandó quemar sus restos mortales. Algunos de sus seguidores más entusiastas también fueron condenados a la hoguera.

## El monasterio

### La entrada

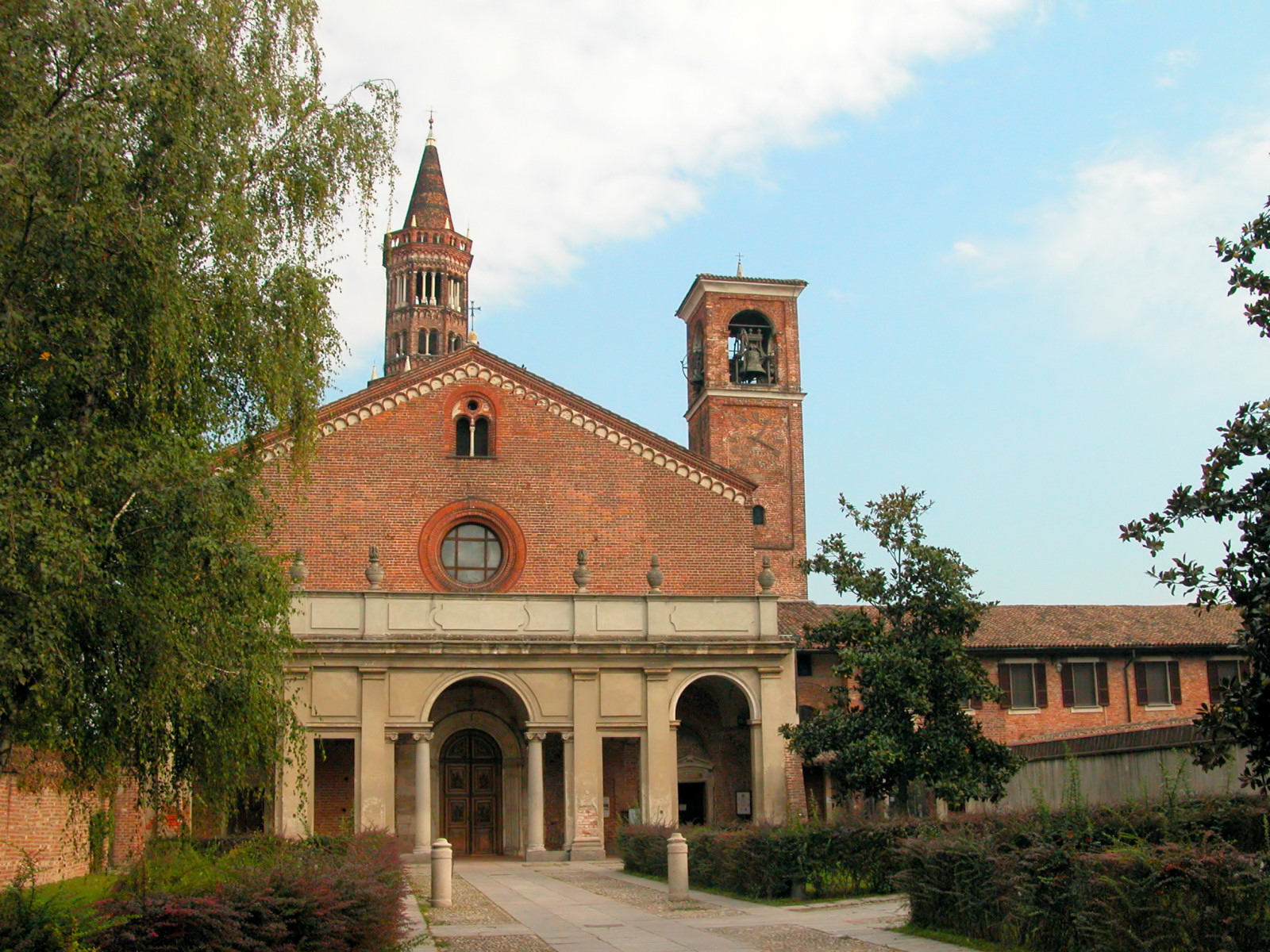
Plaza delante de la iglesia.

El acceso al complejo se da a través de una torre del siglo XVI, construida por voluntad del rey Luis XII de Francia; al lado de esta surge el oratorio dedicado a San Bernardo en el que se encuentra un fresco de Cristo ante Pilato, que había sido atribuido a Hieronymus Bosch, pero que adjudicada ahora a Hans Witz (conocido también como Johannes Sapidus), que fue pintor de corte en los años de Galeazzo Maria Sforza.
La red de hierro que caracteriza la entrada es de fines del siglo XVII; del antiguo cordón de muros, que circundaba el monasterio quedan solo dos pequeños muñones a los lados de la torre de acceso, mientras que ya no queda nada del foso.

### La plaza
La plaza de frente a la iglesia se ensancha a medida que se acerca al templo, para luego estrecharse inmediatamente tras el ingreso. Notable resulta, a la izquierda, una pequeña iglesia dedicada a San Bernardo, que se remonta al 1412, y adaptada luego como botica tras la construcción en 1762 de otra iglesia, siempre dedicada al santo, al lado opuesto pegada a la antigua casa para huéspedes.
En la más antigua se pueden observar los restos de frescos atribuidos a Callisto Piazza; en la nueva se encuentra la Coronación de la Virgen con los santos Benito y Bernardo de 1572, obra de Bernardino Gatti, llamado Il Sojaro, alumno de Correggio. Esta obra fue trasladada allí durante las restauraciones realizadas en la iglesia principal en 1952 con la reapertura de las ventanas del ábside.

### La iglesia

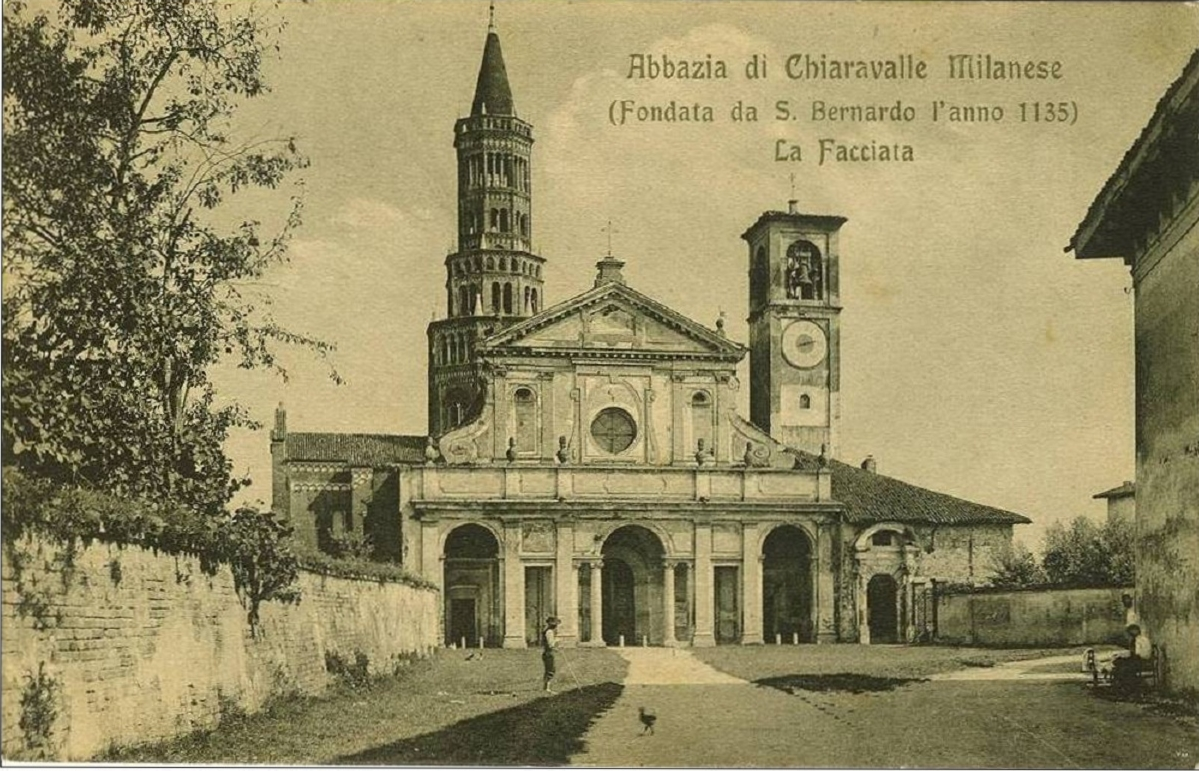
La fachada de la abadía, todavía con elementos barrocos, antecedentes a la restauración.

#### La fachada
La fachada de la iglesia es la que había antes de los trabajos del siglo XVII, restaurada en 1926 para reponer el proyecto originario. Se entrevén todavía, en la estructura actual y en particular en las dos entradas laterales, señales de los trabajos y algunos elementos arquitectónicos no bien integrados con el resto de la estructura. El nártex de entrada del siglo XVII se conserva aún. Sustituye al original del siglo XIII, del que se conservan solo las murallas laterales.
Se presenta con la tradicional forma de campana, con el marco sostenido por pequeños arcos en ladrillo; permanece aún la piedra blanca de la fachada del siglo XVII, que desentona con el resto del proyecto. Los tres arcos están alineados con las entradas.
Digno de mención es el portal de ingreso, que se remonta presumiblemente a inicios del siglo XVI, esculpido en relieve con las figuras de los Cuatro Santos (san Roberto,  san Alberico, san Esteban y san Bernardo); arriba se encuentra el escudo de la iglesia: la cigüeña blanca con un pastoral y mitra, también esculpida en los batientes.

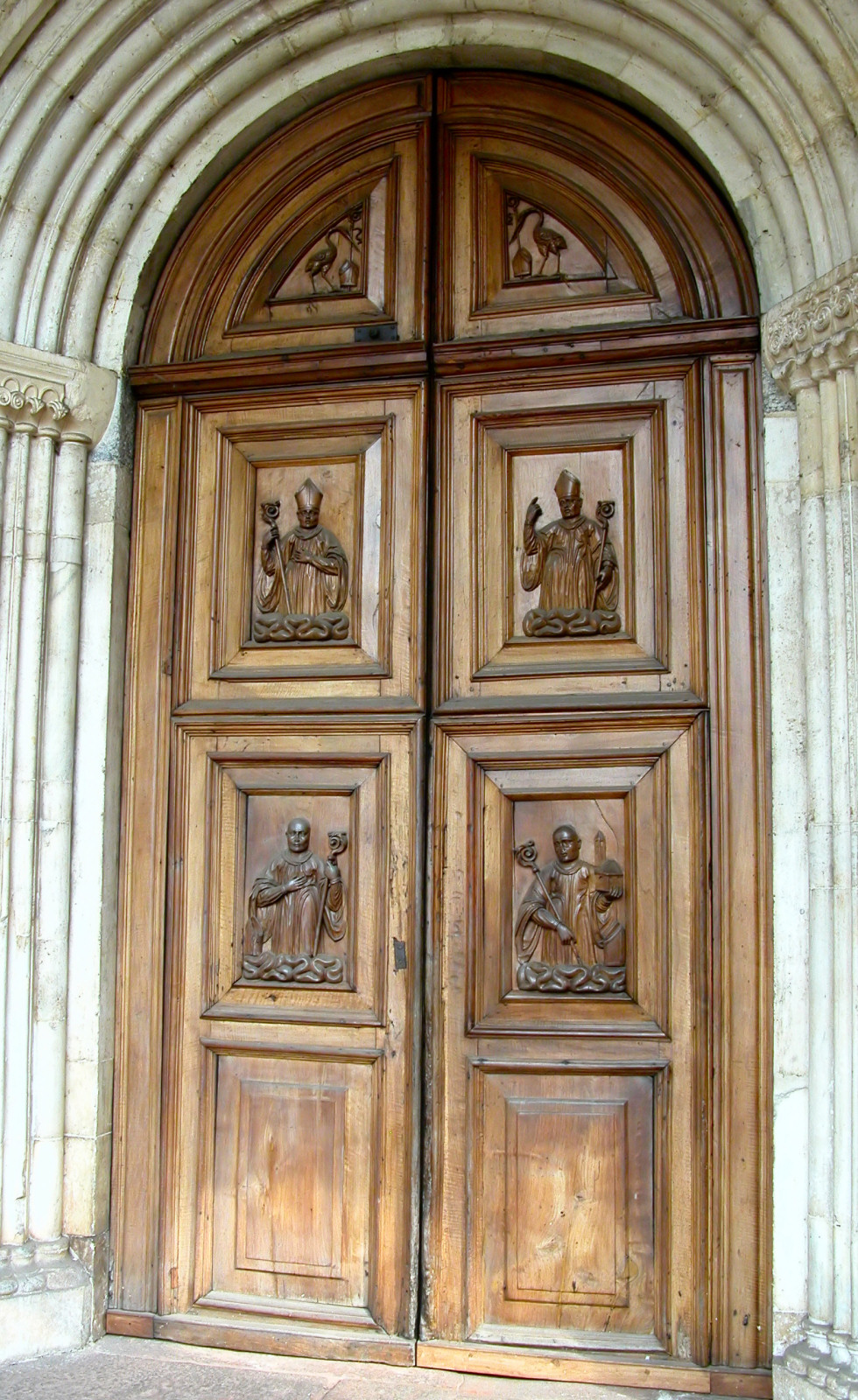
Portal con las figuras de los Cuatro Santos y el escudo de la abadía.

#### El interior
La planta de la iglesia es de cruz latina, dispuesta en tres naves con bóveda de crucería, pequeñas pilastras en ladrillo a los lados y ábside plana. El cuerpo principal está formado por intercolumnios, mientras una quinta más pequeña forma el presbiterio. Los brazos del transepto están formados por dos intercolumnios de forma rectangular, mientras que el cruce está deformado por la cúpula de la torre. En el cuarto intercolumnio se notan las pilastras rectangulares, unidas a un muro que sostiene el coro.
De cualquier forma se nota una incerteza general del proyecto y de las medidas, que hace pensar en una primera obra.
No obstante la orden cisterciense se haya caracterizado por una casi total falta de decoraciones, los frescos de la cúpula y de las tumbas son una clara excepción; desde los siglos  XVII y XVII, la iglesia fue afrescada en estilo barroco, de manera a veces exageradamente rico, en neto contraste con el estilo cirterciense, pero según las nuevas directivas del Concilio de Trento.
Los hermanos Giovanni Battista y Giovanni Mauro della Rovere, llamados Fiammenghini, se dedicaron a la decoración de gran parte del interior de la iglesia; en particular el transepto y el presbiterio están decorados por un ciclo del siglo XVII. Además algunas pilastras, la contrafachada (apenas sobre el portal) y la bóveda fueron decorados por los dos hermanos.

#### El coro de madera

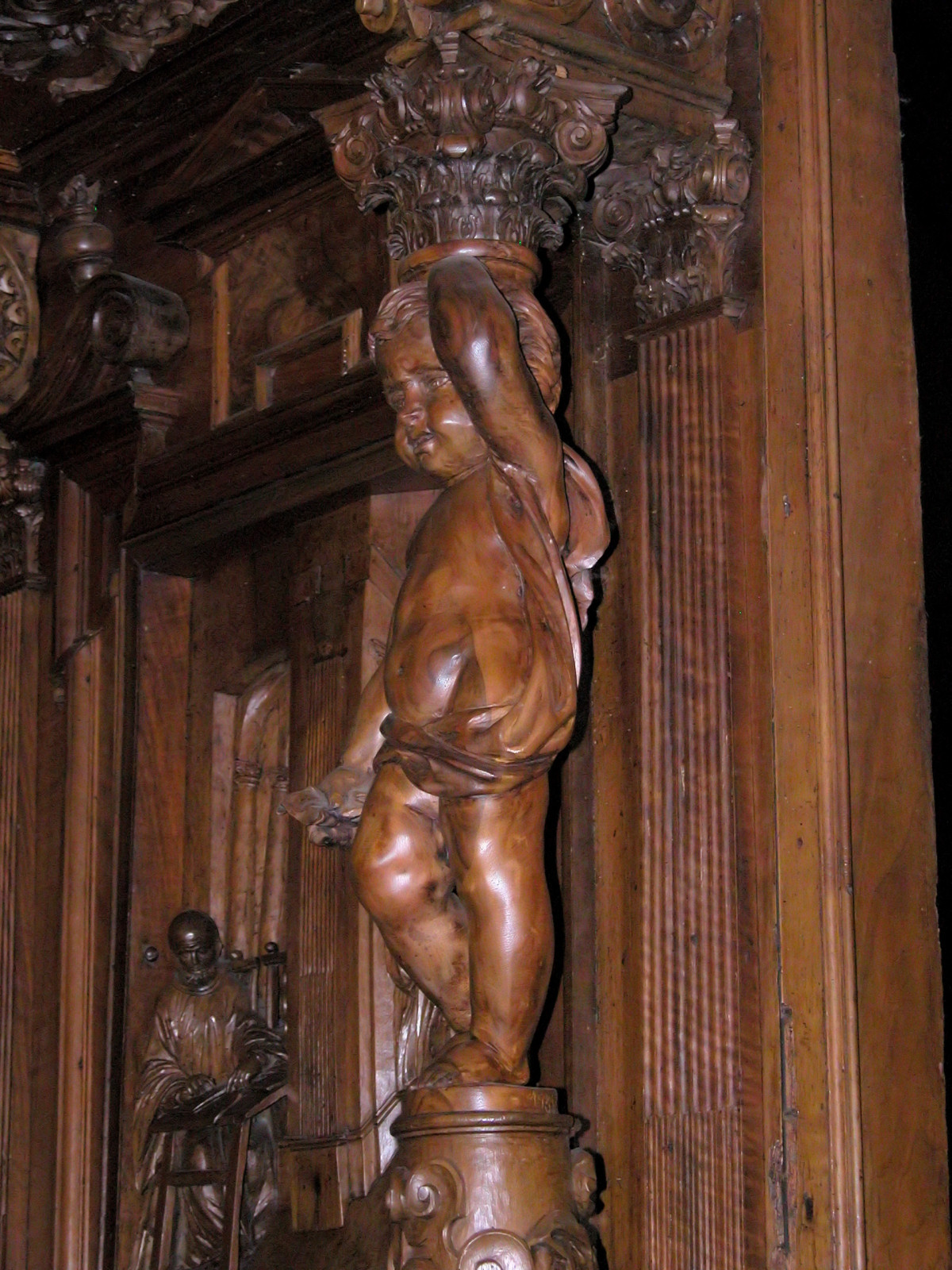
Detalle del coro.

El coro fue realizado en madera, apoyado a los muros de la nave central y tallado por Carlo Garavaglia entre los años 1640 y 1645.
Hecho en nogal, está compuesto por dos hileras dispuestas paralelamente a dos niveles: el primero compuesto por 22 sillas para los monjes; el segundo nivel, más bajo, con 17 lugares. Los paneles tallados representan episodios de la vida de San Bernardo, acompañados por puttos, lesenas insertadas en pequeños compartimentos.
Cada figura es distinta, caracterizada y definida con gran detalle, sea en relación con las personas, sea por los detalles de los paisajes y de los elementos más simples que sirven de sostén: por ejemplo, los amorcillos que sostienen los capiteles a los lados del coro o el que sujeta un tímpano tallado con las figuras de los santos.

#### El tiburio
El tiburio presenta tres series de frescos, desgraciadamente ya muy fragmentados y arruinados, realizados en dos periodos sucesivos. La cúpula estaba decorada por los santos Jerónimo, Agustín, Gregorio Magno y Ambrosio, por los cuatro evangelistas y encima del todo un cielo estrellado. De todo eso solo dos evangelistas y una parte de la representación del cielo quedan visibles con claridad. En el tambor se observan 16 figuras de santos dispuestos en parejas.
Luego se observan algunos episodios de la vida de la Virgen María, tomados de la Leyenda Áurea de Japopo de Varazze: las Historias de María Santísima: La Coronación de la Virgen, la Anunciación, la Dormición de María, los «funerales» de María Santísima, todos datados en los años comprendidos entre el 1345 y el 1347.
Aun cuando existen dudas sobre la paternidad de estas obras, se atribuyen a los alumnos de la escuela de Giotto, especialmente las escenas de la vida de la Virgen, que los críticos atribuyen a Stefano Fiorentino o a Puccio Capanna.

#### El transepto

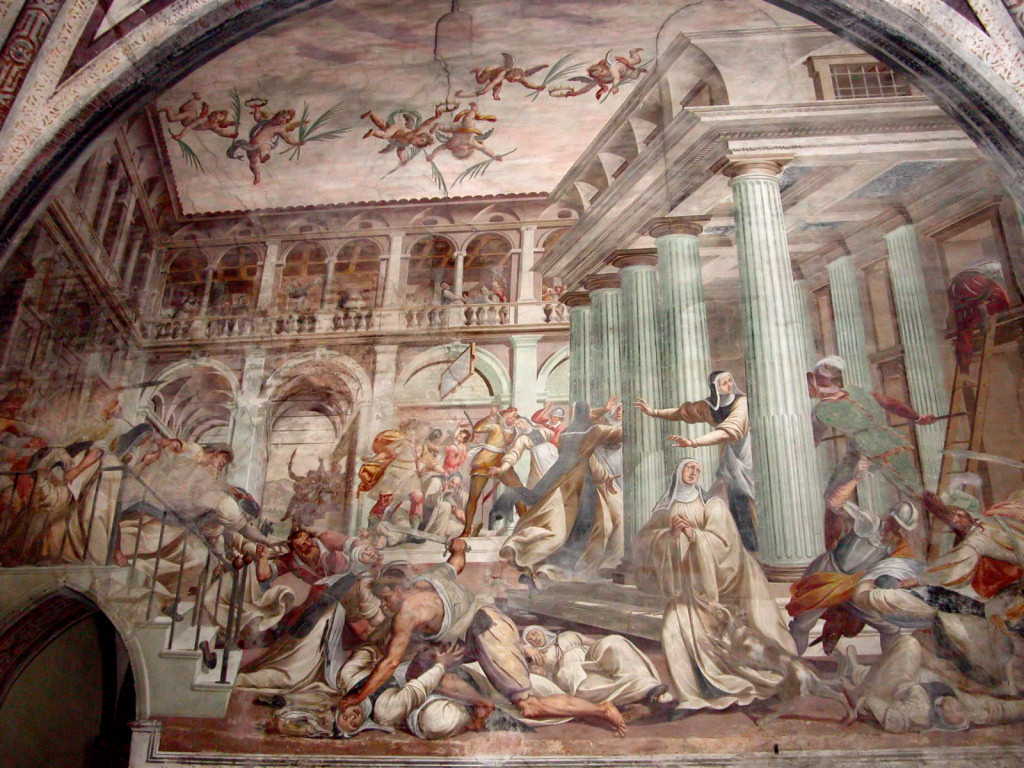
El fresco de los Fiammenghini en el brazo norte del transepto, que escenifica el martirio de las monjas cistercienses en el monasterio de Vittavia.

El transepto de la iglesia está todo cubierto de frescos de los Fiammenghini, que terminaron sus trabajos en 1615.
El brazo norte está dedicado a los mártires de la Orden: por encima de las capillas encontramos a san Bernardo de Poblet, san Tomás Becket, arzobispo de Canterbury, la Santísima Trinidad. En otras paredes el martirio de las monjas cistercienses del monasterio de Vittavia y el martirio de san Casimiro. En la bóveda de este transepto hay cuatro mártires cistercienses.
La puerta que se abre al lado da al cementerio de la abadía.
Las capillas de esta parte del transepto están divididas en dos niveles, tres abajo y tres arriba; las primeras forman parte del proyecto original de la iglesia, las otras tres fueron añadidas en el siglo XIII y ya no se pueden usar. Desde abajo a la izquierda se encuentra la Capilla de Santa María Magdalena, la Capilla de San Esteban mártir y la Capilla de San Rosario.
El brazo sur está dedicado a los santos y obispos de la Orden cisterciense. Sobre la puerta de la sacristía se encuentra la Erección del primer monasterio de Cîteaux, los ovales con la Virgen, san Benito y san Bernardo, santo Domingo abad, san Alberico, san Galgano y san Víctor, monje. En la pared al lado de la escala que lleva al dormitorio hay un gran fresco del árbol genealógico de la Orden. En la bóveda de este transepto están representados san Cristiano, obispo de Irlanda, san Pedro, arzobispo de Tarantasia, san Edmundo, arzobispo de Canterbury y san Guillermo de Berry.
Las capillas de este transepto son tres. Desde la izquierda se encuentra la Capilla de San Bernardo, la Capilla de la Pasión, que originariamente hospedaba al Cristo en la columna de Bramante, que se trasladó luego al depósito de la Pinacoteca de Brera, y la Capilla de San Benito.

#### El órgano
En el transepto derecho de la iglesia hay un órgano (instrumento musical), obra de Natale Morelli (1853), recreación de un instrumento más antiguo del siglo XVII. Está colocado sobre un coro de madera pintada entre dos monóforos, de una sola línea de manual y pedalero de 17 pedales y uno extra que activa el tiratutti.

#### El presbiterio
Es la zona más luminosa de la iglesia, pues recibe luz desde los cuatro lados. También es la parte más importante por su significado religioso.
Está constituido por la séptima parte de la nave central, y acoge, adosado al muro de fondo, el altar mayor. En las paredes laterales hay otras dos obras de los hermanos de la Rovere: La Adoración de los pastores y la Virgen de la Leche, datadas en 1616.

#### LaVirgen de la buena noche

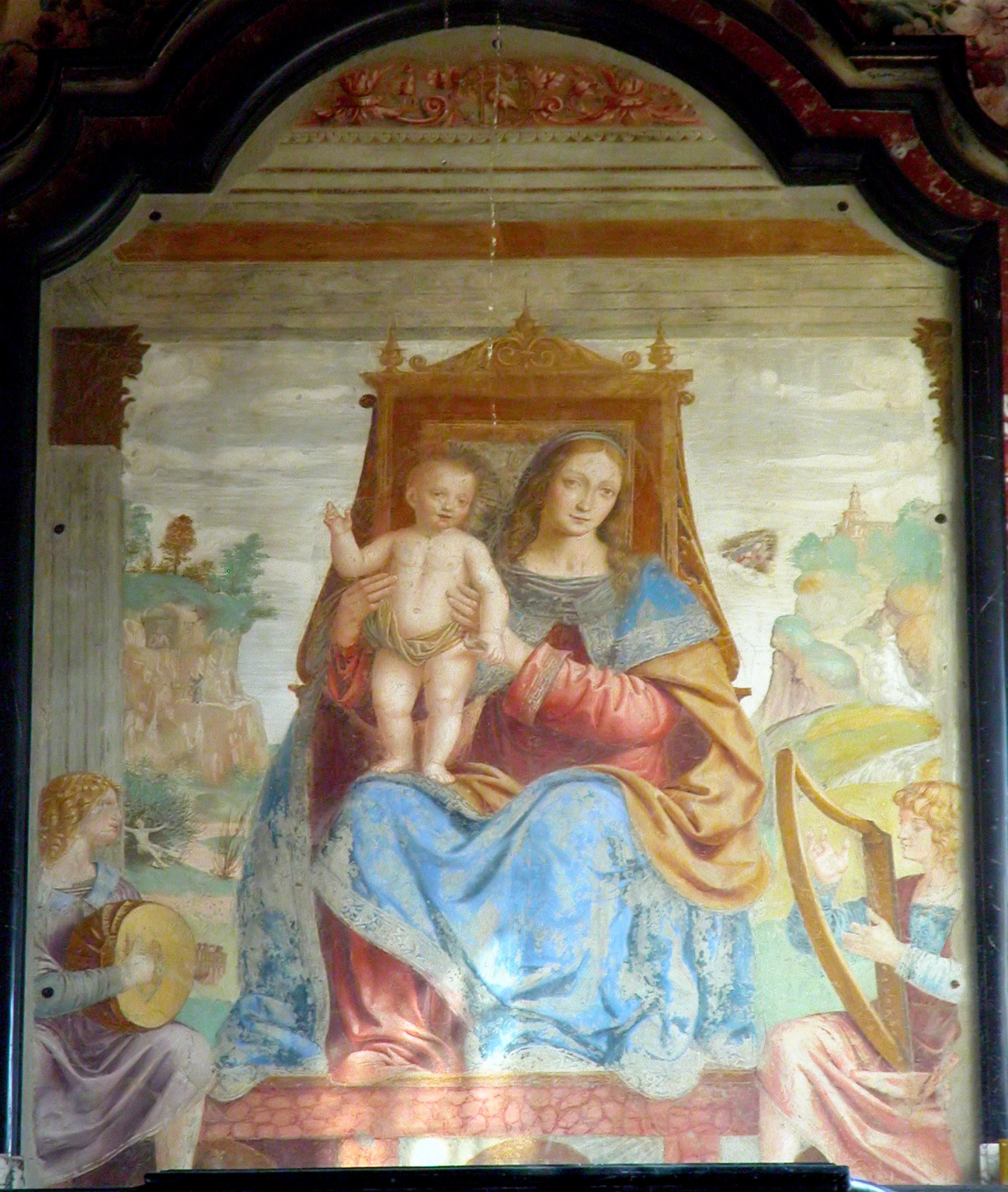
La Virgen de la buena noche de Bernardino Luini.

Desde la escala del transepto sur se accede al dormitorio, que resale a 1493.
En lo más alto de la escala se encuentra un pequeño piso embellecido por una de las primeras obras de Bernardino Luini: La Virgen de la buena noche de 1512. Recibió este nombre por la costumbre de los monjes, que, al subir al dormitorio, saludaban a la Virgen con el último Ave María del día; sonriendo ella los acompañaba al descanso, junto con el Niño Jesús y dos ángeles.
Notable es el paisaje pintado al fondo: a la izquierda se pueden observar algunas figuras de eremitas; a la derecha un religioso vestido de blanco de rodillas ante una aparición, al lado de la que se levanta una iglesia.

#### La sacristía
La construcción de la sacristía se remonta al 1412, con sucesivas ampliaciones en 1600 y en 1708. Se presenta con dos intercolumnios, un pequeño ábside semioctagonal y dos ventanas con arco apuntado.
Aquí se conservaba, hasta la expulsión de los cistercienses, la cruz de Ludovico el Pío, llevada a salvo por los monjes a la iglesia de Santa María junto a San Celso, donde se conserva hasta el siglo XXI.
Hay unas telas de la Virgen, San Bernardo y Santos, San Benito y los demás santos y el retablo realizado por Daniele Crespi.

### El claustro

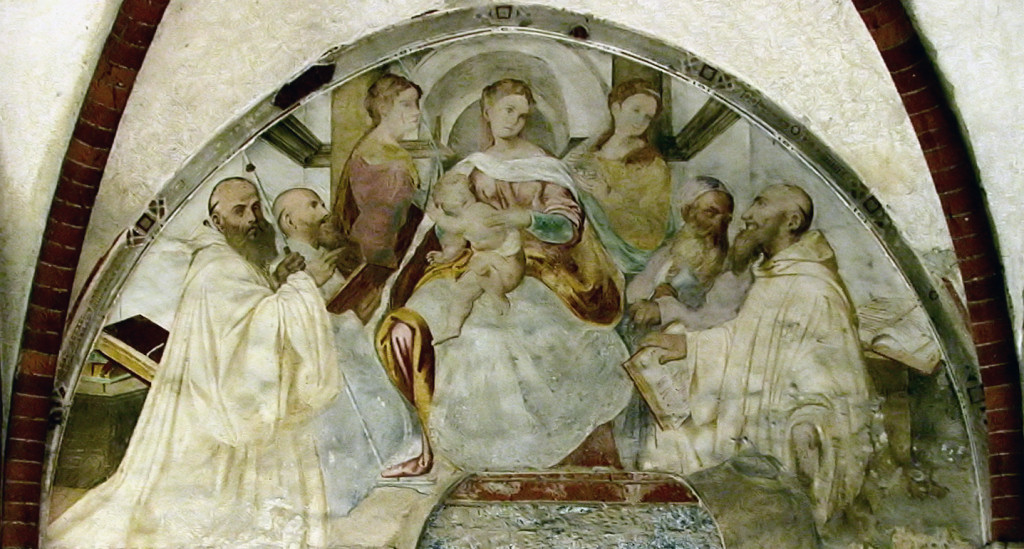
Virgen en el trono con el Niño, venerada por monjes cistercienses.

Del claustro del siglo XIII, del que se conserva solamente el lado septentrional y dos intercolumnios, ha sido enriquecido con una Virgen en el trono con el Niño, venerada por monjes cistercienses, antes atribuida a Gaudenzio Ferrari, pero luego a Callisto Piazza. Al lado del fresco hay una lápida escrita en caracteres semigóticos, colocada con ocasión de la consagración de la Iglesia en 1221.
Notables son las columnas anudadas colocadas al lado noroeste y la simplicidad de los capiteles de las demás columnas, decoradas con hojas, águilas y rostros humanos.

#### La sala capitular

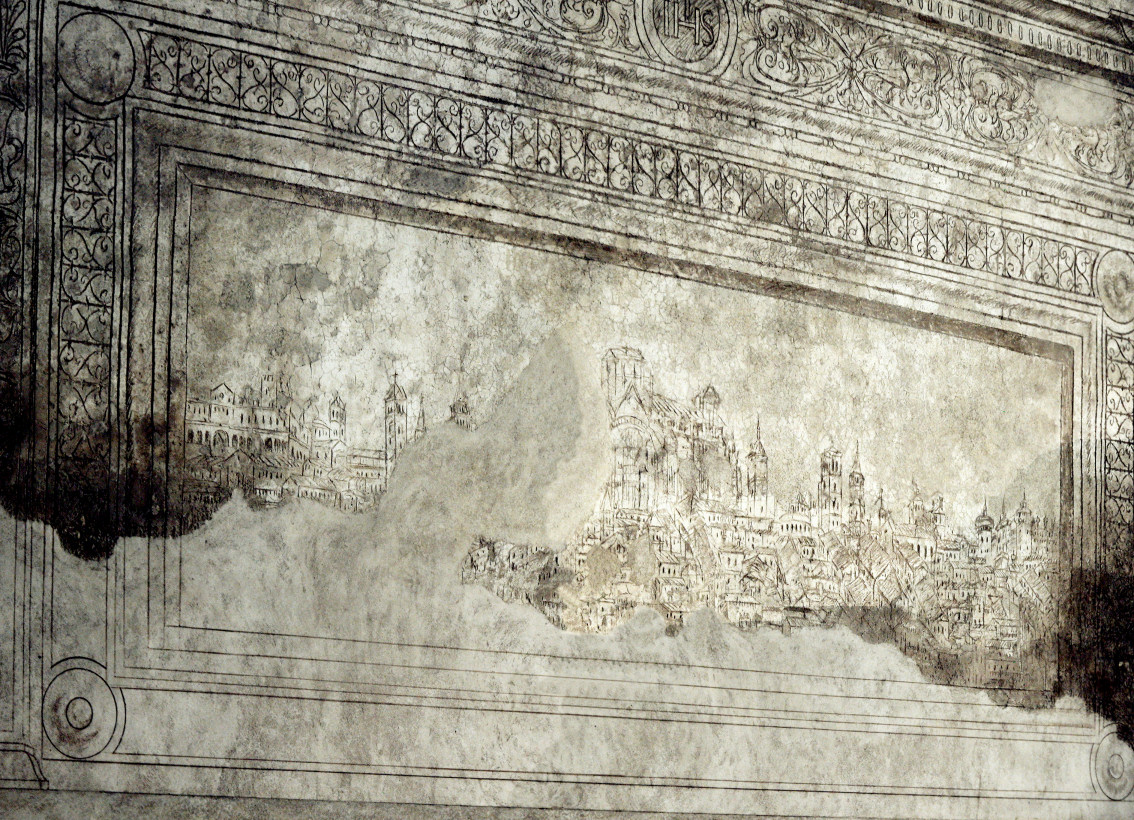
Dibujos de Bramante en la sala capitular.

La entrada de la sala capitular está colocada al lado este del claustro; aquí se pueden contemplar los dibujos (atribuidos a Bramante) que representan la ciudad de Milán en ese período: la catedral de Milán, todavía sin las agujas, la Iglesia de Santa María de las Gracias en construcción y el Castillo de los Sforza, aún con la antigua torre del Filarete.
En las demás paredes están representados algunos profetas y patriarcas del Antiguo Testamento: el rey Salomón, Abraham, Jacob, Oseas, Jeremías y el rey David. Fueron realizados por los Fiammenghini y trasladados desde su colocación original (los pilares de la nave central) y llevados a tela en 1965.
Los bronces redondos que representan al Cristo en el Limbo y la Incredulidad de Santo Tomás (cuyos diseños originales de Rafael se conservan en Florencia y en Cambridge) son obra del escultor florentino Lorenzo Lotti, llamado el Lorenzetto.

## La torre o Ciribiciaccola

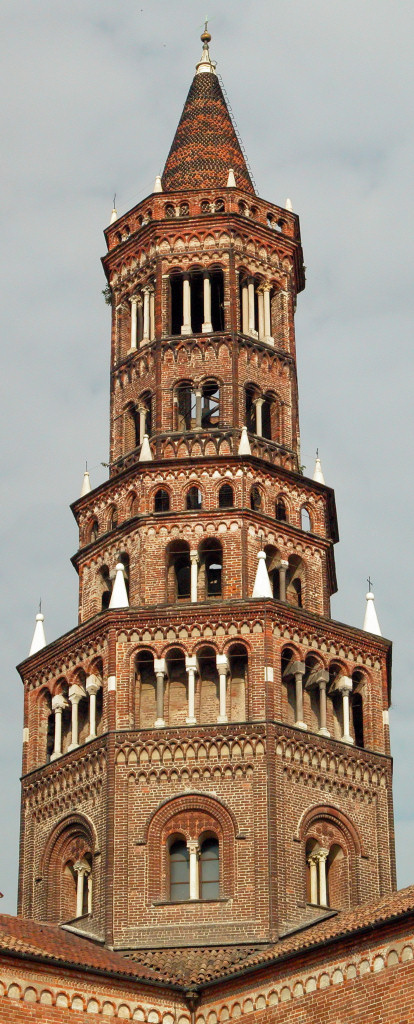
La Ciribiciaccola.

La torre del campanario se alza partiendo del tiburio, a una altura de nueve metros, con dos secciones de forma octagonal, de 4,14 metros la primera y de 12,19 la segunda, para luego tomar una forma cónica por 11,97 metros. Desde allí hasta el final de la cruz, colocada sobre un mapamundi, alcanza la altura de 56,26 metros.
Cada zona está dividida a su vez en dos partes que se caracterizan por la abundancia de bandas lombardas de varias formas, con marcos trabajados y acompañados por pináculos cónicos blancos que delimitan las zonas. Las bíforas, tríforas y cuadríforas están formadas de mármol de Candoglia, mientras que las monóforas de ladrillo.
No se conoce la fecha exacta de construcción de la torre, pero se cree que fue entre 1329 y 1340, atribuyendo su ejecución a Francesco Pecorari de Cremona, debido a la similitud de esta obra con otras suyas más conocidas: el Torrazzo de Cremona y el campanario de la Iglesia de San Gottardo de Milán.
También la torre ha sufrido diversos arreglos y restauraciones a lo largo del tiempo, aunque en 1905 le fueron retirados algunos añadidos del siglo XVIII.
En dialecto milanés, la torre es llamada Ciribiciaccola (pronunciado chiribichiacola), y dio pie a un antiguo trabalenguas dialectal:

Sora del campanin de Ciaravall
gh’è una ciribiciaccola
 Con cinqcentcinquantacinq ciribiciaccolitt
var pusse’e la ciribiciaccola che i soo cinqcentcinquantacinq ciribiciaccolitt?
quant i cinqcentcinquantacinq ciribiciaccolitt voeren ciciarà con la ciribiciaccola
la ciribiciaccola

l’è pronta a ciciarà con i cinqcentcinquantacinq ciribiciaccolitt
la ciribiciaccola la ciciara i ciribiciaccolitt ciciaren
ma la ciciarada de la ciribiciaccola l’è pusse’e lunga de quela de i cinqcentcinquantacinq ciribiciaccolitt
En el campanario de Chiaravalle
hay una ciribiciaccola
con quinientos cincuenta y cinco ciribiciaccolinos.
¿Vale más la ciribiciaccola
que quinientos cincuenta y cinco ciribiciaccolinos?
Cuando los quinientos cincuenta y cinco ciribiciaccolinos quieren charlar con la ciribiciaccola
la ciribiciaccola está lista para charlar con quinientos cincuenta y cinco ciribiciaccolinos
la ciribicciaccola charla, los ciribiciaccolinos charlan
pero la charla de la ciribiciaccola es más larga de la de los quinientos cincuenta y cinco ciribiciaccolinos.

No se sabe con certeza qué quiere decir la palabra ciribiciaccolini. Se piensa que pueden ser los monjes de la abadía o las columnas de la torre, o también las crías de la cigüeña, que en el pasado nidificaban en la torre, ya que estas crías son llamadas a veces ciri (chiri) y acostumbra golpear (beccare) con el pico las columnas.